# Baetica ustulata
Baetica ustulata är en insektsart som först beskrevs av Jules Pièrre Rambur 1838.  Baetica ustulata ingår i släktet Baetica och familjen vårtbitare. IUCN kategoriserar arten globalt som sårbar. Inga underarter finns listade i Catalogue of Life.